# José Antonio Sobrino
José Antonio Sobrino (Outomuro, Orense, 3 de julio de 1961) es un físico español, profesor e investigador en la Universidad de Valencia, especializado en el campo de la Teledetección. Ha sido galardonado con el Premio Rey Jaime I de Protección del Medio Ambiente 2019, el Premio de investigación de la Sociedad Geográfica Española 2019-2020 y el Premio Carta de Poblament de Ciencia, Tecnología y Medio Ambiente de la Ciudad de Torrent Torrente (Valencia).
Ha sido Presidente de la Asociación Española de Teledetección entre los años 2013-2022, así como director de la Revista Española de Teledetección y editor jefe de la revista Frontiers in Remote Sensing entre 2020 y 2023. También fue coordinador junto con el Dr. Simon J. Hook del Land Product Validation / Land Surface Temperature and Emissivity (LPV/LSTE), del Committee on Earth Observations Satellites.En la actualidad es director de la Unidad de Cambio Global de la Universidad de Valencia, unidad que fundó en 1996, así como del Image Processing Laboratory (IPL) de la misma Universidad desde 2023. Además, es presidente fundador de la serie de congresos Recent Advances in Quantitative Remote Sensing, RAQRS celebrados en los años 2002, 2006, 2010, 2014, 2017, 2022 y 2024 en Torrente (Valencia) y editor jefe de la revistas Recent Advances in Remote Sensing y Remote Sensing Communications. 
Como físico de la Tierra especializado en teledetección, sus líneas de investigación se centran en el estudio de los cambios que sufre nuestro planeta analizados con el soporte de satélites de teledetección y el tratamiento digital de las imágenes suministradas por los mismos. Elaborando algoritmos operativos que permiten estimar la temperatura y emisividad de la superficie terrestre, la evapotranspiración, la inercia térmica, el contenido total en vapor de agua de la atmósfera, la humedad del suelo así como estudiar la dinámica espacio-temporal de la cobertura terrestre y la isla de calor entre otros.
Catedrático de Física de la Tierra de la Universidad de Valencia desde el año 2009, dirige actualmente la Unidad de Cambio Global del Image Processing Laboratory en el Parque científico, de la Universitat de València. Ha publicado más de 300 trabajos en revistas nacionales, internacionales y libros científicos y realizado más de 200 comunicaciones en congresos, índice H=77,  29788 citas. Ha dirigido 25 tesis doctorales y más de 70 proyectos de investigación subvencionados por distintos organismos de España, la Unión Europea y la Agencia Espacial Europea . Destacando los proyectos EAGLE, y WATERMED, de la UE, los proyectos DESIREX, FUEGOSAT y SEN4LST, de la ESA y los proyectos IBESAT y EODIX, de España. Ha participado en comités de evaluación de programas científicos de observación de la Tierra como el programa INCO, de la UE, el programa EOEP-2, de la ESA, el programa nacional del espacio de España así como en la Evaluation of the Danish Contributions to Space Research, en el año 2008 y del centro de investigación CESBIO, de Toulouse en Francia.
Asimismo ha formado parte del Earth Science Advisory Committee (ESAC), de la ESA durante los años 2003-2007, participando en la elaboración del documento The Changing Earth, y en la aprobación de la misiones CryoSat 2, para medir las fluctuaciones en el espesor de la capa de hielo sobre la superficie terrestre, lanzada el 8 de abril de 2010, SWARM, para medir el campo geomagnético terrestre y EARTCHARE, para mejorar la comprensión del balance radiativo de la Tierra. Ha sido el investigador principal del proyecto TIREX, una misión innovadora cuyo objetivo es el de adquirir imágenes de temperatura de la superficie terrestre con una resolución espacial de 50 m para el seguimiento diario de los ciclos de agua y de carbono de la biosfera continental, el entorno urbano en respuesta al impacto de las olas de calor, los incendios, las erupciones volcánicas etc. Es miembro del comité científico de la misión LSTM de la Agencia Espacial Española y de la misión franco-Indú TRISHNA y MISTRIGRI, del Centro Nacional de Estudios Espaciales de Francia.
En agosto de 2024 fue nombrado Hijo Predilecto del Ayuntamiento de Cartelle (Ourense).